# Ciro Paglia
Ciro Paglia (Salerno, 3 novembre 1940 – Bettona, 7 novembre 2013) è stato un giornalista e saggista italiano.

## Biografia
Inizia a lavorare nel 1965 presso Il Mattino di Napoli, allora diretto da Giacomo Ghirardo. Dieci anni dopo diventa capo cronista (sarà il più giovane redattore chiamato a ricoprire l'incarico). Scrive articoli anche per Epoca, Gente, Tempo Illustrato.
Determinante per la sua carriera è stata la serie di articoli di prima pagina, scritta nell'autunno del 1980, in cui denunciava con durezza le angherie della camorra nei confronti degli abitanti di Napoli. Nell'articolo del 26 ottobre 1980 si rivolse direttamente a Raffaele Cutolo, allora capo della Nuova Camorra Organizzata, dandogli del tu (il titolo era Imputato Cutolo Raffaele ora basta). Dal carcere di Poggioreale in cui si trovava rinchiuso, Cutolo replicò con una lettera densa di minacce per l'incolumità del giornalista e dei suoi cari. In conseguenza di ciò fu dotato di una scorta.
Il 31 marzo 1981 la sua compagna Anna Parlato Grimaldi fu uccisa davanti alla propria abitazione a Napoli. Per l'omicidio fu arrestata e processata la moglie di Paglia, Elena Massa, giornalista – come la Grimaldi – a Il Mattino, ma venne in seguito assolta. Successivamente si disse che il delitto era stato commesso per sbaglio dalla camorra. Ancora oggi il caso rimane insoluto.
Visse sotto scorta fino al 1982, anno in cui fu nominato capo redattore  della redazione di Roma de Il Mattino. Rientrò a Napoli solo nel 1986, quando Cutolo non era più una minaccia in quanto si trovava all'Asinara da anni, sempre più isolato dalla propria organizzazione, oltretutto decimata dal maxi-blitz del 17 giugno 1983.
Nominato redattore capo centrale de Il Mattino, mantenne l'incarico fino al 1995. Da allora si è dedicato alla realizzazione di inchieste giornalistiche come freelance e al volontariato in favore dei malati di cancro.

### Il pensiero
Il suo lavoro giornalistico testimonia una particolare attenzione per i temi dell'abolizione dei manicomi, dello strapotere della camorra e, negli ultimi anni di carriera presso Il Mattino, della deriva antipolitica di Tangentopoli.

### La legge Basaglia
Dal 1972 al 1979 si schiera, con una vigorosa campagna di stampa in cui denuncia le aberrazioni dei manicomi, al fianco di Franco Basaglia e Sergio Piro. Nonostante la Legge 180 fosse stata approvata già dal 1978, i manicomi italiani continuavano a esistere come luoghi più intesi al contenimento sociale che alla cura dei pazienti. Insisté a denunciare le carenze e la mancata applicazione della legge, la cui applicazione era stata demandata alle Regioni, con rallentamenti e burocratizzazioni che ne avevano diluito gli effetti; basti pensare che solo dopo il 1994 i manicomi furono concretamente aboliti sull'intero territorio nazionale. I suoi reportage sulla lotta dei lavoratori dei manicomi, dei loro rappresentanti sindacali e dei cittadini contro l'aberrazione del sistema manicomiale sono ampiamente citati sia nel libro Al di là del manicomio di Luigi Baldascini e Fulvio Chiatto (Idelson Napoli, 1978), ma anche in La nuova psichiatria di A. Manacorda e V. Montella (Feltrinelli, Milano, 1977) alle pagine 162-164 e 175-178.

### I reportage sull'epidemia del colera
Nel 1973 segue con reportage quotidiani l'epidemia di colera a Napoli, raccontando i disagi, le paure, il dolore delle famiglie colpite e di tutta la popolazione a rischio, e le carenze dell'amministrazione locale e sanitaria. Ampi stralci di questi articoli sono stati riportati nel libro del professor Ferruccio De Lorenzo, che in quegli anni era direttore sanitario dell'ospedale per malattie infettive "Cotugno", dove furono ricoverati tutti i malati, I giorni della grande paura (Gallina, Napoli, 1980).

### La lotta alla camorra
Tra il 1972 e il 1973 coordina un pool di cronisti che documentano con una inchiesta le infiltrazioni mafiose in alcuni comuni della provincia di Napoli dove erano stati mandati al soggiorno obbligati alcuni boss della mafia corleonese.
Nel 1980 la sua attenzione si rivolge di nuovo alla camorra, con una serie di articoli in cui denuncia la piaga della Nuova Camorra Organizzata.

### Tangentopoli
Da marzo a maggio del 1992  è a Milano, da dove realizza – sempre per Il Mattino – una serie di reportage su Tangentopoli. In essi, oltre a raccontare gli eventi giudiziari, con largo anticipo sui temi stigmatizza la deriva antipolitica causata dalle inchieste e il loro effetto sugli atteggiamenti del grande pubblico nei confronti della democrazia parlamentare.

### L'impegno nel volontariato
Dal 1995 si è dedicato al volontariato, prestando la propria opera presso la Comunità Incontro per il recupero dei tossicodipendenti. Ha anche diretto per cinque anni la rivista Il camino, mensile della Comunità Incontro.
Inoltre stato uno dei soci fondatori di un'associazione al servizio dei malati di cancro, AIMaC, curandone soprattutto la divulgazione tra i mass media. Di AIMaC è stato vice presidente e presidente.
Ha partecipato anche come relatore ai seguenti congressi:
- 17th International Cancer Congress, Rio de Janeiro (1998)
- Primo Congresso Nazionale di Oncologia Medica, Roma (1999)
- II World Conference for Cancer Organizations, Atlanta (1999).

È stato il rappresentante di AIMaC alla International Union Against Cancer (UICC).

## Opere
- Ciro Paglia, Gennaro Sangiuliano, Il paradiso: viaggio nel profondo Nord, ESI editore, 1993, ISBN 88-7104-721-4.
- Ciro Paglia, Attenti al lupo. Il caso politico giudiziario di Francesco De Lorenzo, Koinè edizioni, 1996, ISBN 978-88-8106-026-9.